# Marian Šťastný
Marian Šťastný, född 8 januari 1953 i Bratislava, Tjeckoslovakien, är en slovakisk före detta professionell ishockeyspelare som spelade högerforward. Han spelade fyra säsonger i NHL med Quebec Nordiques från 1981 till 1985, och säsongen 1985–86 spelade han för Toronto Maple Leafs.
1981 anslöt Marian till sina bröder Peter och Anton i Quebec Nordiques, och där blev bröderna Šťastný den första brödratrion att spela i ett och samma NHL-lag sedan Doug, Max och Reg Bentley spelade för Chicago Black Hawks 1943.
Inför säsongen 1985–86 blev Marian bortbytt till Toronto Maple Leafs, vilket blev hans sista säsong i NHL. Under sina fem NHL-säsonger spelade Marian 322 grundseriematcher och gjorde 121 mål, 173 assist och 294 poäng. På 32 slutspelsmatcher fick han ihop 5 mål, 17 assist och 22 poäng.